# Symphonie no 8 de Joseph Haydn
Pour les articles homonymes, voir Symphonie no 8.
« Le Soir »
La Symphonie no 8 en sol majeur intitulée le Soir Hob. I:8 est une symphonie du compositeur autrichien Joseph Haydn, composée en 1761.

## Structure de l'œuvre
La symphonie comporte quatre mouvements:
1. Allegro molto
2. Andante
3. Menuet
4. Presto

Durée approximative : 26 minutes.

## Instrumentation
- une flûte, deux hautbois, un basson, deux cors, un violon concertant, un violoncelle concertant, cordes, continuo.